# Радикина Бара
Радикина Бара је насељено место у градској општини Нишка Бања на подручју града Ниша у Нишавском округу. Према попису из 2022. било је 47 становника (према попису из 1991. било је 123 становника). Насеље се налази на око 16 километара од града Ниша. Радикина бара је окружена планинским венцима Селичевице и Суве Планине. Налази се на надморској висини од 700 метара, село је окружено шумом па је и ваздух веома чист. Ово село је мирно и тихо. Повезано је асфалтним путем са Нишом и Нишком Бањом али не постоји аутобуски саобраћај.

## Историјат
Радикина Бара насељена је у овом простору још у средњем веку, пре доласка Турака. Радикина Бара се у турским документима први пут помиње као влашко село са 16 домова 1564. године . У истом документу стоји да овом селу припада и засеок Коритар, односно данашњи Коритњак. Примућур или господар села био је Лазар син Степанов.
Словенизација односно асимилација влаха у србохришћанску рају вероватно је извршена током 16. и 17. века.
Пред ослобођење од Турака Радикина Бара са Коритњаком бројала је 34 куће и 294 становника и представљала је господарлук Јусуфбега из Ниша.
Данас је Радикина Бара сведена на мали број старачких домаћинстава док је Коритњак потпуно расељен.

## Демографија
У насељу Радикина Бара живи 34 пунолетних становника, а просечна старост становништва износи 36,3 година (37,2 код мушкараца и 35,2 код жена). У насељу има 17 домаћинства, а просечан број чланова по домаћинству је 2,76.
Становништво у овом насељу веома је нехомогено.
|  |

| Демографија | Демографија | Демографија |
| Година      | Становника  | Становника  |
| ----------- | ----------- | ----------- |
| 1948.       | 540         |             |
| 1953.       | 510         |             |
| 1961.       | 466         |             |
| 1971.       | 308         |             |
| 1981.       | 162         |             |
| 1991.       | 123         | 108         |
| 2002.       | 65          | 70          |
| 2011.       | 60          |             |
| 2022.       | 47          |             |

| Етнички састав према попису из 2002.‍ | Етнички састав према попису из 2002.‍ | Етнички састав према попису из 2002.‍ | Етнички састав према попису из 2002.‍ | Етнички састав према попису из 2002.‍ |
| ------------------------------------ | ------------------------------------ | ------------------------------------ | ------------------------------------ | ------------------------------------ |
|                                      |                                      |                                      |                                      |                                      |
| Срби                                 | Срби                                 |                                      | 37                                   | 56,92%                               |
| Роми                                 | Роми                                 |                                      | 28                                   | 43,07%                               |
| непознато                            | непознато                            |                                      | 0                                    | 0,0%                                 |

| Година пописа     | 1948. | 1953. | 1961. | 1971. | 1981. | 1991. | 2002. |
| ----------------- | ----- | ----- | ----- | ----- | ----- | ----- | ----- |
| Број домаћинстава | 98    | 97    | 110   | 84    | 63    | 50    | 21    |

| Број чланова      | 1 | 2 | 3 | 4 | 5 | 6 | 7 | 8 | 9 | 10 и више | Просек |
| ----------------- | - | - | - | - | - | - | - | - | - | --------- | ------ |
| Број домаћинстава | 5 | 4 | 4 | 4 | 2 | 1 | 0 | 1 | 0 | 0         | 3,10   |

| Пол    | Укупно | Неожењен/Неудата | Ожењен/Удата | Удовац/Удовица | Разведен/Разведена | Непознато |
| ------ | ------ | ---------------- | ------------ | -------------- | ------------------ | --------- |
| Мушки  | 30     | 10               | 17           | 1              | 1                  | 1         |
| Женски | 26     | 3                | 17           | 3              | 3                  | 0         |
| УКУПНО | 56     | 13               | 34           | 4              | 4                  | 1         |

| Пол    | Укупно                    | Пољопривреда, лов и шумарство | Рибарство                            | Вађење руде и камена | Прерађивачка индустрија       |
| ------ | ------------------------- | ----------------------------- | ------------------------------------ | -------------------- | ----------------------------- |
| Мушки  | 13                        | 1                             | 0                                    | 0                    | 2                             |
| Женски | 2                         | 1                             | 0                                    | 0                    | 0                             |
| УКУПНО | 15                        | 2                             | 0                                    | 0                    | 2                             |
| Пол    | Производња и снабдевање   | Грађевинарство                | Трговина                             | Хотели и ресторани   | Саобраћај, складиштење и везе |
| Мушки  | 0                         | 7                             | 0                                    | 0                    | 2                             |
| Женски | 0                         | 0                             | 0                                    | 0                    | 0                             |
| УКУПНО | 0                         | 7                             | 0                                    | 0                    | 2                             |
| Пол    | Финансијско посредовање   | Некретнине                    | Државна управа и одбрана             | Образовање           | Здравствени и социјални рад   |
| Мушки  | 0                         | 0                             | 0                                    | 0                    | 0                             |
| Женски | 0                         | 0                             | 0                                    | 0                    | 1                             |
| УКУПНО | 0                         | 0                             | 0                                    | 0                    | 1                             |
| Пол    | Остале услужне активности | Приватна домаћинства          | Екстериторијалне организације и тела | Непознато            | Непознато                     |
| Мушки  | 1                         | 0                             | 0                                    | 0                    | 0                             |
| Женски | 0                         | 0                             | 0                                    | 0                    | 0                             |
| УКУПНО | 1                         | 0                             | 0                                    | 0                    | 0                             |